# بانه
بانه شهری در استان کردستان و مرکز شهرستان بانه واقع در  غرب کشور ایران است. بانه به فاصلۀ ۶۵۶ کیلومتری غرب تهران و ۲۵۰ کیلومتری شمال غربی سنندج، سر راه سردشت به دیواندره و مریوان و سنندج، قرار دارد.

## وجه تسمیه
اسم شهر بانه بدین دلیل انتخاب ‌شده است که بان در زبان کردی یعنی بام و بلندی است که اشاره به ارتفاعات و موقعیت شهر بانه دارد. نام بانه همان خانه است و منظور از خانه یعنی اقامتگاه و آبادی و اردو نیز همان اردوگاه سربازان و پادگان است، این نیز بدین معنی است که این شهر دو قلعه بزرگ داشته است.  ارتفاع ۱۵۵۴ متری شهر از سطح دریا و چشم‌انداز بلندی‌های پیرامون آن موجب شده‌است که مردم (در محلهٔ بانه کۆن) برای رسیدن به شهر مسیر زیادی را به طرف سربالایی طی کنند. نام بانه را به معنی خانه (منظور اقامتگاه و آبادی و مسکن است) و اردو (منظور اردوگاه سربازان است) و پادگان (شهر دو قلعهٔ بزرگ داشته) نیز تفسیر کرده‌اند. در جنگ جهانی اول که سپاه عثمانی بانه را به مدت چند ماه تسخیر کرد، نام آن را قشله (از کلمه ترکی قشلاق به معنی گرمسیر) گذاشت.

## موقعیت جغرافیایی
بانه از شمال با سردشت، از شرق با دیواندره از جنوب و غرب با کشور عراق همسایه است.
این شهر از نظر جغرافیایی در ۳۶درجه و ۶۰ دقیقهٔ عرض شمالی همچنین در ۴۵ درجه و ۵۳ دقیقهٔ طول شرقی قرار گرفته و ۱۵۴۰ متر از سطح دریا فاصله دارد.

## وضع طبیعی
بانه محصور به کوه های بلندی است که دور تا دور آن را احاطه نموده است. ورود و خروج از آن مستلزم عبور از گردنه های مرتفع می باشد که در قسمت غربی از ارتفاعات کاسته می شود.

### آب و هوا
بانه زمستانی سرد و تابستانی معتدل دارد . اختلاف دمای هوا از 20 درجه زیر صفر تا 36 درجه بالای صفر است . بارندگی از نیمه دوم پاییز شروع می شود و تا 2 ماه بهار به طور متناوب ادامه می یابد این بارندگی ها از ابرهایی ایجاد می شود که از دریای مدیترانه به سوی غرب ایران به حرکت در می آید . مقدار بارندگی سالانه به طور متوسط 720 میلی متر است . به طور کلی می توان گفت که آب و هوای بانه نسبتا سرد و مرطوب است.

### جنگل
این شهر دارای جنگل‌های طبیعی و بزرگ بلوط می‌باشد.
تمامی ارتفاعات بانه پوشیده از جنگل طبیعی است که به جنگل های سردشت و مریوان می پیوندد.

## تاریخ

### جنگ ایران و عراق
شهر بانه و برخی از آبادی‌های اطراف آن در دوران جنگ عراق و ایران توسط هواپیماهای عراقی در روز ۱۵ خرداد سال ۱۳۶۳، ساعت ۱۰:۰۵ صبح روز سه‌شنبه، بمباران هوایی شد. در طی این بمباران، ۶۰۵ نفر شامل ۳۹۰ نفر پرسنل نظامی و ۲۱۵ نفر بومی جان باختند.
در طول جنگ عراق و ایران با توجه به موقعیت راهبردی کوه آربابا (محل استقرار ستاد امنیت منطقه غرب کشور) همواره شهر بانه تحت حملات مستقیم توپخانه‌ای و هوایی ارتش عراق قرار داشت.

## مردم‌شناسی‌

### جمعیت
شهر بانه در سرشماری سال ۱۳۹۵ دارای ۱۵۰،۲۱۸ نفر جمعیت بوده است. و پیش بینی می شود جمعیت بانه در سال ۱۴۰۴ از ۲۵۰ هزار نفر عبور کند.

### زبان و لهجه
مردم بانه کُرد هستند و زبان آنها کُردی با گویش سورانی می باشد و همان زبانی است که ساکنان سنندج، سقز، سردشت و مهاباد با آن صحبت می کنند و تنها کمی در لهجه با سردشت و مهاباد اختلاف دارد.
در شهر بانه، زبان کردی به‌عنوان زبان گفتاری و زبان فارسی به‌عنوان زبان آموزش و نوشتار رسمی، مورد استفاده قرار می‌گیرند.

### دین و مذهب
اکثریت مردم بانه مسلمان و پیرو مذهب امام شافعی هستند.

#### اقلیت یهودی
در بانه یک اقلیت یهودی وجود داشت که تعدادشان بالغ بر چهل خانوار می‌شد. آن‌ها بعد از اعلام استقلال اسرائیل در سال ۱۹۴۸م و تقسیم فلسطین، در سال ۱۳۲۷هـ. ش به فکر مهاجرت به فلسطین افتادند و در اواخر سال ۱۳۲۸هـ. ش به کلی بانه را ترک نموده و به فلسطین مهاجرت کردند. هم‌زمان با مهاجرت یهودیان بانه، یهودیانِ سردشت، سقز، بوکان و مریوان و قسمتی از یهودیان پیرانشهر و سنندج و مهاباد نیز مهاجرت کردند. دو نظریه دربارهٔ سکونت یهودیان در غرب ایران وجود دارد: اولی بیان می‌دارد که سکونت یهودیان در بانه از سال ۱۳۶م در زمان شورش بارکوشباس بر ضد حکومت روم و پراکنده‌شدن یهودیان در اطراف جهان اتفاق افتاده و دومی این موضوع را به زمان تیگلات پلاسر پادشاه آشور ۷۴۱ تا ۷۴۹ق. م نسبت می‌دهد که بعد از فتح اورشلیم به دست پلاسر بالغ بر شصت هزار یهودی به بخش‌های غرب ایران، سرزمین ماد و جنوب دریای مازندران و دامنهٔ کوه‌های قفقاز تبعید شدند.

## جاذبه‌های گردشگری
- روستای دول ارزن: این روستا در ۳۰ کیلومتری شهرستان بانه واقع است و با داشتن جنگل‌های انبوه و زیبا، یکی از زیباترین روستاهای شهرستان بانه می‌باشد.
- پارک دوکانان و پیر مراد در دامنهٔ کوه آربابا: پارک دوکانان دارای شهر بازی است که خانواده‌ها می‌توانند روزهای تعطیل را در کنار همدیگر، به شادی بگذرانند همچنین توسط شهرداری بانه در پارک دوکانان یک ایستگاه سلامت ایجاد شده‌است که ابزارهای ورزشی برای ورزش‌های همگانی را در آن نصب کرده‌اند و افراد می‌توانند در ساعات مختلف روز به تمرین و ورزش در آنجا بپردازند. پارک پیرمراد، که در دامنهٔ کوه جنیره (جنێره) قرار دارد قبلاً به عنوان زیارتگاه بیشتر مشهور بود تا پارک جنگلی اما امروزه به عنوان یک پارک در میان اهالی و جوانان شناخته شده‌است. این پارک یکی از مکان‌هایی است که شهرداری بودجهٔ خاصی را به آن اختصاص داده و عملیات عمرانی برای بهتر کردن نما و ظاهر این پارک هنوز هم ادامه دارد.
- دریاچهٔ سد بانه
- غار شْوِی (غاری شْوێ): این غار در ۱۲ کیلومتری بانه در نزدیکی روستائی به همین نام قرار دارد. بنا به گفته باستان‌شناسان دارای طول ۲۶۷ متر است و در انتهای آن دریاچهٔ کوچکی قرار دارد. طبق گفتهٔ سازمان گردشگری بازدید از این غار فقط با تجهیزات فنی میسر است اما در آینده برای بازدید عموم آماده خواهد شد.
- تفریح‌گاه سورین: این تفریح‌گاه در ۱۰ کیلومتری جنوب شرقی شهر بانه قرار دارد و پوشش جنگلی و چشم‌انداز طبیعی آن در فصل بهار و حتی تابستان نیز بسیار جلب توجه می‌کند.

## پلاک خودرو
کدهای استان کردستان برای شماره‌گذاری خودرو ۵۱ و ۶۱ است که کد ۵۱ برای شهرستان سنندج و کد ۶۱ برای شهرستان‌های آن می‌باشد.
پلاک خودروهای بانه (ایران ۶۱ د) و (ایران ۶۱ ه) است.

## سوغات شهرستان بانه
- گوژمه : گوژمه یکی از خوراکی های بسیار خوشمزه در شهرستان بانه است که با ترکیبی از مواد غذایی مغذی به دست می آید. اصلی ترین ترکیب در گوژمه پسته وحشی و گردو است و به همین دلیل است که این خوراکی خوشمزه، ضمن طعمی بسیار منحصر به فرد، خواص بسیار زیادی نیز دارد.
- لوازم خانگی : بانه یک شهر مرزی است و فاصله مرکز شهر با مرز نهایتا نیم ساعت است، به واسطه همین فاصله کوتاه و همچنین از سمت عراق، نزدیک بودن به شهر سلیمانیه، امکان واردات انواع لوازم خانگی از شهرستان بانه فراهم است.
- کولر گازی : و اما اصلی ترین کالاهایی که بسیاری از خریداران از سراسر ایران برای خرید آن به شهرستان بانه روی می آورند، کولر گازی است، بانه به شهر کولر گازی معروف است و دلیل آن هم واردات بیش از 50% از کل کولر گازی کشور از طریق مرز های متصل به شهرستان بانه است.

## شهرهای خواهر
| پرچم  | نام کشور | شهر خواهرخوانده |
| ----- | -------- | --------------- |
| ایران | ایران    | آستارا          |

## مراکز علمی
- دانشگاه آزاد اسلامی واحد بانه https://web.archive.org/web/20161110221800/http://iaubaneh.ac.ir/
- دانشگاه علمی کاربردی بانه https://web.archive.org/web/20191024201738/http://b-uast.ir/
- دانشگاه پیام نور مرکز بانه https://web.archive.org/web/20161120005656/http://www.banehpnu.ac.ir/[۲۴]